# Gunvor Nelson
Gunvor Grundel Nelson  (Estocolmo, 28 de julio de  1931-6 de enero de 2025) fue una cineasta y profesora de cine sueca.

## Biografía
Se trasladó a California, Estados Unidos, a principios de los años 1950, se graduó en el San Francisco Art Institute en 1957, donde conoció a su marido, Robert Nelson, uno de los exponentes más conocidos del cine de vanguardia de la Costa Oeste y obtuvo un máster en el Mills College en Oakland, California. Gunvor Nelson debutó como cineasta con Schmeerguntz (1966), codirigida con Dorothy Wiley. Este divertido y grotesco ataque al ideal de la mujer americana es el principio de una obra cinematográfica que hasta la fecha reúne veinte películas en 16 mm, seis vídeos y diversas instalaciones, así como otra serie de trabajos artísticos.
Con formación de pintora, Nelson concibe la película como medio plástico, desde la fascinación por los pigmentos y los juegos de luces y sombras en la superficie plana de sus imágenes sensoriales, ambiguas y poéticas. Nelson suele manipular el material mediante sobreimpresiones, collages, pinturas, dibujo, etc de una manera subjetiva, a veces abiertamente emocional y expresiva, a veces contemplativa y serena. Los efectos del lenguaje y del sonido sobre la imagen móvil realzan la estética de ensueño de sus películas.
Por películas como My Name Is Oona (1969), Take Off (1972), Red Shift (1984) y Natural Features (1990), Nelson es una de las cineastas más respetadas e íntegras dentro de la comunidad cinematográfica de vanguardia. Fue una reputada profesora en el departamento de cine del San Francisco Art Institute desde el año 1970 hasta 1992 y también uno de los miembros principales en los inicios de la distribuidora y cooperativa Canyon Cinema.
Ha sido objeto de numerosas retrospectivas en espacios como la San Francisco Cinematheque, el Pacific Film Archive (Berkeley), la Ontario Art Gallery, el MoMA (Nueva York), Arsenal de Berlín, ahora Museo Histórico Alemán, el Finnish Film Archive (Helsinki), el Moderna Museet (Estocolmo) o el Festival de Cine de Oberhausen. El Konstnärsnämnden (Comité Sueco de Becas de Arte) le concedió en 2006 su Gran Premio y en 2008 le otorgó una beca vitalicia. En 2007 fue galardonada en Suecia con la Medalla del Príncipe Eugenio por sus extraordinarios logros artísticos.